# 동해남부선
동해남부선(東海南部線)은 경상북도 포항시 북구의 포항역과 부산광역시의 부산진역을 잇는 한국철도공사의 철도 노선이다. 과거에는 동해남부선의 여객 열차는 부산진역에서 시종착하거나 경부선을 거쳐 부산역까지 운행했으나, KTX 운행 이후 부산진역의 여객 영업이 중단되고 화물전용역으로 전환되고, 부산역은 경부선 열차가 늘어나 동해남부선 열차까지 처리할 여유가 없어짐에 따라 모든 여객 열차가 부전역에서 시종착하게 되었다. 1993년부터 복선 전철화 공사가 진행 중이며, 2016년 12월 30일부터 동해선에 편입되었다.

## 역사

### 개요
1925년 4월 1일 조선총독부는 만철에 위탁했던 한국철도를 다시 직영으로 환원하였고, 철도망 확충을 위해 '조선철도12년계획'을 세워 이를 1927년부터 실행하였다. 그 일환으로 석탄, 목재, 광물, 해산물의 반출 및 부산과 함경선의 연결을 위하여 동해선 건설이 추진되었다. 동해선 건설은 안변~포항 간의 북부선, 포항~울산 간의 중부선, 울산~부산진 간의 남부선으로 나뉘어 진행되었다. 1927년 일본의회를 통과하고 남부선은 1930년 7월 10일 부산진~해운대 구간부터 착공하였다. 1933년에 일어난 대호우로 공정이 지연되었고, 1934년 7월 15일 부산진~해운대 구간 개통을 시작으로 1934년 12월 16일에 해운대~좌천, 1935년 12월 16일 좌천~울산구간이 개통하여 남부선 부산진~울산 전구간이 개통하였다. 또, 협궤 노선이었던 경동선을 1928년 7월 1일에 인수하여, 1935년 6월에 개궤 공사에 착수하여 1936년 12월 1일에 울산~경주 구간을 표준궤로 개량하고, 이어 1945년 7월 10일에 경주~포항 구간도 표준궤로 개량하였다.
1987년 경상남도 울산시의 팽창으로 인해 도심을 가로지르는 철도를 이설할 필요성이 제기되었고, 1987년 11월 20일 착공, 1992년 8월 20일 완공되었다. 초기에 울산역을 울산시 중구 학성동에서 효문동으로 이전하고 야음역을 삼산동으로 이전하여 화물전용역으로 사용하려고 했으나, 삼산동 일대의 개발이 계획되면서 삼산동에 울산역(태화강역)을 건설하여 여객·화물 겸용역으로 사용하고, 효문동에 건설된 역은 효문역으로 변경되었다.
이후 부산직할시가 팽창하면서 광역철도 구상이 등장하였다. 1990년 부산교통공사의 ‘부산직할시 도시철도 기본계획안’에 동해남부선, 좌천-물금-김해-녹산 간 외곽순환선, 사상-김해-창원-마산-진해-녹산 간 서부경남선이 광역철도 노선으로 포함되었다. 동해남부선의 복선 전철화 사업은 1993년 발표된 신경제5개년계획에 부산~울산 구간이 포함됨으로써 국가 차원으로 격상되었고, 2003년 8월 11일 비로소 착공하였다. 2007년 감사원의 권고로, 복선 전철화 구간에서 당초 10량 1편성 기준으로 설계되었던 역사(정거장)는 8량 1편성 기준으로 변경되었고, 안락, 남문구, 재송, 우동역에서 설치가 예정되었던 대피선은 삭제되었다. 울산광역시에서 2005년부터 광역철도 지정 해제를 요청하였고, 2010년 기획재정부 국정감사에서 법령을 개정하여 사업이 일반철도로 전환되었다.
2010년 11월 1일 KTX 2단계 구간이 개통함에 따라, 기존 울산역(현 태화강역)과 KTX 울산역(가칭 신울산역)의 명칭을 맞바꾸면서, 기존 삼산동 소재 동해남부선 울산역은 태화강역으로 이름을 변경하였다. 2013년 12월 2일 해운대 일대를 지나는 해안철도 구간으로 유명하였던 수영-기장 구간이 장산을 관통하는 터널로 이설되었다. 2014년 11월 5일에는 부전-안락 구간이 고가로 이설되었으며, 이때 동래역은 기존의 승강장 대신 임시승강장을 설치하여 일반 여객 영업을 하다가, 2015년 10월 12일 수영역(현. 동해선 센텀역)에 여객 취급 기능을 이전하였다. 2015년 4월 2일에는 KTX 건천연결선(포항직결선) 개통에 따른 서울-포항 간 KTX 운행으로 대구선 경우 비전철 새마을호 운행이 폐지되었으며, 당시 포항역은 KTX가 정차하는 신역사로 이전되었다. 2016년 12월 30일 부전역 ~ 일광역 구간이 복선전철화되면서 최종적으로 동해선 본선이 되었다.

### 연혁
- 1934년 7월 15일 : 부산진 ~ 해운대 간 영업 개시[9]
- 1934년 12월 16일 : 해운대 ~ 좌천 간 영업 개시[10]
- 1935년 12월 16일 : 좌천 ~ 울산 간 영업 개시[11]
- 1936년 12월 1일 : 동해중부선 울산 - 경주 간을 표준궤로 개궤함과 동시에 동해남부선에 편입
- 1940년 12월 1일 : 거제역 영업 개시[12]
- 1943년 3월 31일 : 서면역 폐지[13]
- 1943년 4월 1일 : 부산진 ~ 거제 간 직선화 개통, 부전역 영업 개시[14]
- 1943년 4월 2일 : 범일역 영업 개시
- 1945년 7월 10일 : 동해중부선 경주 - 포항 간을 표준궤로 개궤함과 동시에 동해남부선에 편입, 동해중부선 폐지
- 1949년 7월경 : 삼성역을 일광역으로 변경[15]
- 1957년 11월 1일 : 서생역 영업 개시[16]
- 1965년 6월 11일 : 죽동역 영업 개시[17]
- 1967년 5월 27일 : 청령역 영업 개시[18]
- 1979년 6월 7일 : 양학동역 임시승강장으로 영업 개시[19]
- 1989년 8월 16일 : 남문구, 안락, 재송역 임시승강장으로 영업 개시[20]
- 1992년 8월 20일 : 울산 도심철도 구간 이설 개통
- 1996년 4월 1일 : 우일역 임시승강장으로 영업 개시
- 1997년 6월 1일 : 효문역 배치간이역으로 격하[21]
- 2002년 12월 2일 : 동서통근열차 폐지
- 2004년 2월 1일 : 여객열차 시·종착역을 부전역으로 변경, 범일역 여객 취급 중지
- 2004년 12월 10일 : 수영, 효문, 모화, 사방, 부조역 5개역을 무배치간이역으로 격하[22]
- 2006년 11월 1일 : 도시통근열차 폐지[23]
- 2010년 9월 30일 : 외고산역 임시승강장으로 영업 개시[24]
- 2010년 11월 1일 : 울산역을 태화강역으로 변경
- 2011년 10월 28일 : 재송 ~ 수영 구간 운행선을 개량선으로 변경
- 2013년 12월 2일 : 수영 ~ 기장 간 이설사업 개통으로 수영, 해운대, 송정역 이전[25]
- 2014년 11월 5일 : 부전 ~ 재송 구간 운행선을 개량선으로 변경
- 2015년 4월 2일 : 동해선 부조 ~ 포항 구간 신선로 이설로 부조 ~ 효자 간 괴동선 편입, 경부선 및 대구선 경유 새마을호 운행 폐지
- 2015년 10월 12일 : 동래역 여객 취급 중지, 수영역 여객 취급 재개
- 2016년 4월 29일 : 동해남부선 전 구간을 동해본선으로 편입하는 ‘동해선(부산진~포항) 사용개시’ 고시[26]
- 2016년 12월 30일 : 동해선 광역전철 상업개통과 동시에 동해남부선 전 구간이 동해본선으로 편입됨

## 노선 정보
- 노선 거리 : 145.2 km
- 운영 기관 : 한국철도공사(전 구간)
- 궤간 : 1,435mm(표준궤)
- 통행 방식 : 좌측
- 역 수 : 39
- 복선 구간 : 송정~해운대 (현재는 전 구간 복선화 공사 완료 후 동해선으로 편입)
- 전철화 구간 : 부산진~부전 4.6 km
- 보안 장치 : ATS 3현시

## 역 목록
- 무 : 무궁화호

●는 전 열차 정차, ▲는 일부 열차만 정차, ｜는 모든 열차 통과, 아무 표시도 없으면 해당 등급의 열차가 운행하지 않는 역임을 의미한다.
| 역명   | 무 | 역간 거리(km) | 영업 거리(km) | 접속 노선                           | 소재지     | 소재지   | 비고                    |
| ------ | -- | ------------- | ------------- | ----------------------------------- | ---------- | -------- | ----------------------- |
| 부산진 |    | 0.0           | 0.0           | 경부선 우암선 ● 부산 도시철도 1호선 | 부산광역시 | 동구     | 여객취급중단 (화물전용) |
| 범일   |    | 2.1           | 2.1           | 가야선                              | 부산광역시 | 부산진구 |                         |
| 부전   | ●  | 2.5           | 4.6           | 부전선 ● 부산 도시철도 1호선        | 부산광역시 | 부산진구 |                         |
| 거제   | ｜ | 3.2           | 7.8           |                                     | 부산광역시 | 연제구   | 무인역                  |
| 남문구 | ｜ | 1.3           | 9.1           |                                     | 부산광역시 | 연제구   | 임시승강장              |
| 동래   | ｜ | 1.5           | 10.6          |                                     | 부산광역시 | 동래구   |                         |
| 안락   | ｜ | 1.3           | 11.9          |                                     | 부산광역시 | 동래구   | 임시승강장              |
| 재송   | ｜ | 1.7           | 13.6          |                                     | 부산광역시 | 해운대구 | 임시승강장              |
| 수영   | ▲  | 1.3           | 14.9          |                                     | 부산광역시 | 해운대구 |                         |
| 우일   | ｜ |               |               |                                     | 부산광역시 | 해운대구 | 임시승강장              |
| 해운대 | ●  | 5.9           | 20.8          |                                     | 부산광역시 | 해운대구 |                         |
| 송정   | ▲  | 2.9           | 23.7          |                                     | 부산광역시 | 해운대구 |                         |
| 기장   | ●  | 6.6           | 30.3          |                                     | 부산광역시 | 기장군   |                         |
| 일광   | ｜ | 3.0           | 33.3          |                                     | 부산광역시 | 기장군   | 무인역                  |
| 좌천   | ▲  | 5.3           | 38.6          |                                     | 부산광역시 | 기장군   |                         |
| 월내   | ▲  | 3.4           | 42.0          |                                     | 부산광역시 | 기장군   |                         |
| 서생   | ｜ | 2.9           | 44.9          |                                     | 울산광역시 | 울주군   | 무인역                  |
| 남창   | ▲  | 8.5           | 53.4          | 온산선                              | 울산광역시 | 울주군   |                         |
| 외고산 | ｜ |               |               |                                     | 울산광역시 | 울주군   |                         |
| 덕하   | ▲  | 9.3           | 62.7          |                                     | 울산광역시 | 울주군   |                         |
| 선암   | ｜ | 2.5           | 65.2          |                                     | 울산광역시 | 남구     | 신호장                  |
| 달리   | ｜ |               |               |                                     | 울산광역시 | 남구     |                         |
| 태화강 | ●  | 4.8           | 70.0          | 장생포선 울산항선                   | 울산광역시 | 남구     |                         |
| 병영   | ｜ |               |               |                                     | 울산광역시 | 중구     |                         |
| 효문   | ｜ | 3.4           | 73.4          |                                     | 울산광역시 | 북구     | 무인역                  |
| 호계   | ●  | 6.2           | 79.6          |                                     | 울산광역시 | 북구     |                         |
| 모화   | ｜ | 7.2           | 86.8          |                                     | 경상북도   | 경주시   | 여객취급중단            |
| 입실   | ｜ | 3.9           | 90.7          |                                     | 경상북도   | 경주시   | 여객취급중단            |
| 죽동   | ｜ | 3.9           | 94.6          |                                     | 경상북도   | 경주시   | 무인역                  |
| 불국사 | ▲  | 4.1           | 98.7          |                                     | 경상북도   | 경주시   |                         |
| 동방   | ｜ | 4.5           | 103.2         |                                     | 경상북도   | 경주시   | 신호장                  |
| 경주   | ●  | 6.5           | 109.7         | 중앙선                              | 경상북도   | 경주시   |                         |
| 나원   | ｜ | 5.1           | 114.8         | 금장삼각선                          | 경상북도   | 경주시   |                         |
| 청령   | ｜ | 3.7           | 118.5         |                                     | 경상북도   | 경주시   | 무인역                  |
| 사방   | ｜ | 2.7           | 121.2         |                                     | 경상북도   | 경주시   | 무인역                  |
| 안강   | ●  | 5.8           | 127.0         |                                     | 경상북도   | 경주시   |                         |
| 양자동 | ｜ | 2.9           | 129.9         |                                     | 경상북도   | 경주시   | 무인역                  |
| 부조   | ｜ | 2.9           | 132.8         | 동해선                              | 경상북도   | 경주시   | 무인역                  |
| 효자   |    | 6.4           | 139.2         | 괴동선                              | 경상북도   | 포항시   | 여객취급중단            |
| 양학동 |    | 2.8           | 144.6         |                                     | 경상북도   | 포항시   | 임시승강장              |
| 포항   |    | 1.2           | 143.2         |                                     | 경상북도   | 포항시   | 여객취급중단            |
| 학산   |    | 2.0           | 145.2         |                                     | 경상북도   | 포항시   |                         |

## 같이 보기
- 동해북부선
- 중앙선